# Jean Mohr
Jean Mohr (* 13. September 1925 als Hans Adolf Mohr in Genf; † 3. November 2018 in Collonge-Bellerive) war ein Schweizer Dokumentarfotograf und wichtiger Vertreter der humanistischen Fotografie. Ab 1949 arbeitete er für die wichtigsten humanitären Organisationen der Welt wie das UNHCR, das IKRK, das UNRWA, die WHO und die IAO/ILO.

## Leben
Jean Mohr wuchs mit fünf Geschwistern in Genf auf. Sein Vater, der 16 Sprachen übersetzen konnte, arbeitete bei der Internationalen Arbeitsorganisation und beim IKRK. Seine deutschen Eltern waren 1919 in die Schweiz emigriert. Als Reaktion auf den Nationalsozialismus beantragten sie das Schweizer Bürgerrecht, das die Familie 1939 erhielt.
Mohr studierte an der Universität Genf Volkswirtschaftslehre und schloss mit dem Lizenziat ab. 1949/1950 arbeitete er als IKRK-Delegierter in Palästina. 1951 studierte er Malerei an der Académie Julian in Paris. Seine ersten Arbeiten als Fotograf erschienen 1952 und seine ersten Publikationen 1955. Von 1956 bis 1978 arbeitete er im Auftrag internationaler Organisationen (IAO, IKRK, UNHCR, JDC, WHO).
Er war ab 1956 verheiratet und hatte zwei Söhne.

## Werk
Mohrs Reportagen waren das Ergebnis jahrzehntelanger Erfahrung, die er als Mitarbeiter humanitärer Organisationen mit den Tragödien der Zivilpersonen, die in bewaffnete Auseinandersetzungen gerieten, machte. Er zeigte nicht den Krieg, sondern dessen Folgen, die Probleme der Opfer von Konflikten, die durch den Krieg geschwächten Flüchtlinge und Gemeinschaften, die weiterhin anhaltenden Bedrohungen ausgesetzt sind. Er gab den Konfliktopfern ein Gesicht, damit sich der Betrachter mit ihnen identifizieren kann, deshalb machte er keine abschreckenden Bilder. Er zeichnete den Weg der Vertreibung, das prekäre Umfeld der Flüchtlingslager und die Versuche der Flüchtlinge, sich einer Situation mit nicht absehbarem Ende anzupassen. 
Mohrs Werk umfasst 26 Fotobücher, fünf mit Texten von John Berger und eines mit Texten von Edward Said. Seine Hauptwerke sind seine Langzeitdokumentation in sechs Bänden mit John Berger und sein Buch Nebeneinander oder von Angesicht zu Angesicht umfasst eine 50-jährige Retrospektive seiner Fotografien über palästinensische Flüchtlinge und wurde in Zusammenarbeit mit dem IKRK und dem Rotkreuzmuseum in Genf publiziert.
Das Fotoarchiv Jean Mohr wurde dem Musée de l’Elysée durch die Stiftung Hans Wilsdorf geschenkt. Der Verein zur Erhaltung des audiovisuellen Kulturgutes der Schweiz (Memoriav) hat geholfen, es zugänglich zu machen.

## Auszeichnungen
- 1964: Einer der 50 wichtigsten Schweizer Gegenwartskünstler
- 1978: Preis der Photokina, Köln, als derjenige Fotograf, der sich am stetigsten um die Menschenrechte verdient gemacht hat
- 1984: Preis für zeitgenössische Fotografie der Stadt Lausanne für seine Ausstellung C’était demain
- 1988: Preis für bildende Kunst der Stadt Genf

## Ausstellungen (Auswahl)
Über 80 nationale und internationale Ausstellungen waren zwischen 1961 und 2013 seinem Werk gewidmet:
- 1978: Photokina, Köln: Arbeit und Freizeit/Musse.
- 1985: Musée Rath, Genf: L’autre mémoire.
- 1992: Musée de l’Elysée, Lausanne: Retrospektive Jean Mohr.
- 2003: Wanderausstellung in Jerusalem, Bethlehem, Ramallah, Gaza, Genf, Kiew, Moskau, Luxemburg, London: Nebeneinander oder von Angesicht zu Angesicht. 50 Jahre Photographien von Jean Mohr in Israel und Palästina.
- 2014: Landesmuseum Zürich: Krieg aus der Sicht der Opfer – Photographien von Jean Mohr[7][8]

## Publikationen
- mit Bernard Gavoty (Text): Ernest Ansermet. Kister, Genf 1961.
- mit John Berger (Text): A Fortunate Man. The Story of a Country Doctor. 1967.
- mit John Berger: Geschichte eines Landarztes. Fischer Taschenbuch 1998/2001, ISBN 3-596-14594-5.
- A Seventh Man. Experience of migrant workers in Europe. 1976.
- Arbeitsemigranten. Erfahrungen, Bilder, Analysen. Rowohlt, Reinbek bei Hamburg 1976, ISBN 3-499-16946-0.
- mit John Berger: Another Way of Telling. 1981
  - dt.: mit John Berger: Eine andere Art zu erzählen. Fischer Verlag, Frankfurt am Main 1982/2000, ISBN 3-596-14595-3.
- mit Edward Said: After the Last Sky – Palestinian Lives. 1986.
- 100 images pour la liberté de la presse / Bilder für die Pressefreiheit / immagini per la libertà di stampa. Labor et fides, Genf 2010, ISBN 978-2-8309-1399-6.